# رفيق شامي
رفيق شامي (بالألمانية: Rafik Schami)‏ روائي سوري ولد في عام 1946 في مدينة دمشق / سوريا، أسس 1965 مجلة حائطية "المنطلق" في حيه واستمرت بالصدور حتى عام 1970.
سافر إلى ألمانيا عام 1971عمل في ورشات ومصانع إلى جانب دراسته من 1971-1979 حيث نال درجة الدكتوراة في الكيمياء العضوية المعدنية. عمل في شركة أدوية كبيرة من عام 1980 وحتى 1982 حيث قدم استقالته ليتفرغ للأدب.

## الحياة المُبكّرة والتعليم
وُلد رفيق شامي في سوريا عام 1946، وهو ابن خباز من عائلة سريانية مسيحية. نشأت عائلته في بلدة معلولا. بعد التحاقه بمدرسة دير داخلية في لبنان، درس الكيمياء والرياضيات والفيزياء في دمشق. غادر عام 1970 سوريا إلى لبنان تهربًا من الرقابة والتجنيد العسكري. انتقل في العام التالي إلى ألمانيا. هناك، واصل شامي دراسته في الكيمياء أثناء عمله في وظائف جانبيّة، وحصل على الدكتوراه عام 1979.
منذ عام 1965، بدأ شامي في كتابة القصص باللغة العربية. من عام 1964 إلى عام 1970، كان مؤسسًا مشاركًا ورئيس تحرير لصحيفة الأخبار الجدارية المنطلق في الحي القديم بدمشق. في وقت لاحق في ألمانيا، في وقت فراغه، شارك في تأسيس المجموعة الأدبية Südwind في عام 1980 وكان جزءًا من حركة PoLiKunst. أصبح شامي كاتبًا متفرغًا في عام 1982. يعيش حاليًا في مدينة كيرشيمبولاندين مع زوجته وابنه البافاري ويحمل جنسية مزدوجة. تمت ترجمة كتب شامي إلى 29 لغة.

## المسيرة المهنيّة
يعتبر رفيق شامي السوري المولد واحدًا من الشخصيات البارزة في أدب المهاجرين الألمان. دخل مع «العمال الضيوف»، ومعظمهم من تركيا، إلى ألمانيا في عام 1960، وبحلول عام 1968 وصل عددهم إلى أكثر من 150.000. بدأ ابأدب المهاجر في الظهور بشكل ملحوظ نتيجة لكتابات شامي الخاصة ودوره كميسر للكتاب الآخرين. في عام 1980 شارك في تأسيس عددٍ من المجموعات الأدبية لعلَّ أبرزها Südwind (South Wind) و PoLiKunst (Polynationaler Literatur- und Kunstverein؛ Polynational Literatur- und Kunstverein؛ Polynational Literatur- and Art Society)، والتي شجعت جميع أشكال الإنتاج الثقافي للمهاجرين.
كانت الموضوعات النموذجية لأدب المهاجرين تتمحور حول الظروف في الوطن والحياة كأجنبي في ألمانيا. كلاهما موجود في أعمال شامي، ولكن على عكس العديد من كتابات المهاجرين باللغة الألمانية، لم يتحولوا أبدًا إلى رثاء على الصعوبات التي يواجهها العامل الأجنبي أو فضح كراهية الأجانب الألمانية. بدلا من ذلك، التعاطف والتسامح مع التنوع الثقافي. يقع معظمها في دمشق، وأحيانًا في معلولا، القرية التي نشأت منها عائلة المؤلف. يصفون الحياة في العالم العربي لصالح القارئ الغربي، ويقدمون معلومات واقعية ويقدمون رؤى حول جوانب الحياة اليومية بهدوء جميع أنواع التحيز.
تُعتبر الرواية القصيرة Eine Hand voller Sterne (بالإنجليزية: 1987 ؛ A Hand Full of Stars)، التي تحتوي على العديد من عناصر السيرة الذاتية، مثالًا جيدًا على ذلك. يأخذ شكل يوميات شاب دمشقي، بعد تقدمه في المدرسة والعمل والحياة الأسرية، ويبرز موضوعات الصداقة والحب الأول في موقف صعب من الصراع الاجتماعي. دون أن يظهر على الإطلاق تعليميًا، فإنه يثقف القارئ على وعي بثراء الحياة في ثقافة أجنبية. المهم هنا هو التمايز في تقديم العالم العربي الذي يناضل ضد تجانس التصورات الغربية. كاتب اليوميات، مثل المؤلف، يقف في التقليد المسيحي: ليس كل العرب مسلمين. التنوع الثقافي والديني في سوريا هو موضوعًا رئيسيًا في الكتاب، على سبيل المثال في لغز «المجنون»، الذي لا يمكن حله إلا من خلال تعاون جميع الطوائف في دمشق. تتناول قصة «نوح مين فرويند» (بالعربيّة: صديقي نوح) في مجموعة Der Fliegenmelker (1985؛ The Fly Milker) اكتشاف الشاب لعطف تجاه الأقلية الكرديّة.
إذا كانت القصة الخيالية في سوريا تقدم نظرة إيجابية للأسرة العربية والهياكل الاجتماعية، فإنها تحتوي في كثير من الأحيان على تعليقات نقدية على السياسة الدمشقية، حول الفساد والرقابة وقضايا الحقوق المدنية وحقوق الإنسان. بسبب هذه المشاكل، غادر شامي بنفسه سوريا ولم يتمكن من العودة. ومرة أخرى، فإن "اليد المليئة بالنجوم" هي مثال جيد، فهي توضح الوعي السياسي المتزايد للصبي عندما يكتشف الصحافة كشكل من أشكال المقاومة المدنية. قصة "Als der Angstmacher Angst bekam" (بالعربيّة: عندما أصبح صانع الخوف خائفًا") في Der Fliegenmelker تثير بهجة خبيثة بسقوط مخبر حكومي، وهو شخصية أسهم في رواية Schami الدمشقية. تتحدث نصوص أخرى عن الخوف من وحشية الشرطة والتشكيك في الدعاية الحكومية وخيبة الأمل لأن سلسلة الانقلابات تفشل في إحداث تغيير سياسي.
على النقيض من ذلك، لدى شامي نظرة إيجابية بشكل عام عن ألمانيا. في المقابلات والخطابات، حذر من التيارات الخفية للتعصب، لكنه يتحدث بتفاؤل عن الألمان كشعب في وضع جيد على وجه التحديد بسبب تاريخهم في احتضان العناصر الأجنبية. يمكن بالتأكيد قراءة بعض القصص التي تتناول التعصب والظلم بشكل عام في سياق العمال المهاجرين في ألمانيا. يفسّر أحد المعلقين قصة عنوان Das Letzte Wort der Wanderratte (بالعربيّة: الكلمة الأخيرة للجرذ المتجول) بهذه الطريقة: الجرذان = العمال الضيوف، البشر = الألمان، مذبحة جرذان هاملين = الهولوكوست؛ التفسير ممكن ولكنه ليس ضروريًا. وبالمثل، فإن قصّة كتاب Das Schaf im Wolfpelz (بالإنجليزية: Sheep in Wolfs Clothing) والعديد من القصص الأخرى التي تحتوي بوضوح شديد على أخلاقيات اجتماعية يمكن أن تؤخذ بالتأكيد لمعالجة الوضع في ألمانيا ولكن يمكن أن تكون قابلة للتطبيق بنفس القدر في سوريا أو في أي مكان آخر. قصة "" تروي كيف غونتر مع نظيره الصليب وعلي مع نظيره الهلال هم ضحايا عاجزين على قدم المساواة من هذا الحيوان المفترس، دراكولا، من الخطأ البحث عن جدال معاد لألمانيا في كتابات شامي.
كان نقده الأكثر حدة موجهًا ضد مبدأ الاستيعاب، بما يتضمنه من أن الغرباء الذين يستقرون في ألمانيا يجب أن يتخلوا عن هويتهم الثقافية الخاصة. في قصة "Als der Meister auftrat" (بالعربيّة: عندما دخل السيد) في Das Letzte Wort der Wanderratte، تحول العامل المهاجر حسن نفسه إلى ما يُعرف بـ Siegfried، فقط ليكتشف أن الخداع لا يمكن الدفاع عنه. الساحر الذي يبيعه بشرته الألمانية يدعى Gnussapna - انعكاس لـ Anpassung. كبديل، تتحدث القصة عن بناء الجسور، ونزع سلاح الأحكام المسبقة في كلا المجتمعين. في مواجهة الضغط على الأقليات العرقية لتصبح غير مرئية، يناصر شامي في مفهوم مجتمع متعدد الثقافات بجرأة، والذي كان بالفعل النموذج الأساسي لحركة PoLiKunst. التعبير الجيد عن أهمية التعايش هو المثل "Der Wald und das Streichholz" ("The Forest and the Matchstick") في Der Fliegenmelker.
السمة الغالبة لأسلوب شامي هي تقاربها مع التقليد الشفهي لسرد الحكايات العربية: يمكن للمرء أن يتحدث عن تكامل تقاليد السرد العربية والألمانية. معظم كتبه عبارة عن مجموعات قصصية، في حين تكثر الروايات بأصداء ألف ليلة وليلة، حتى في عناوين Erzähler der Nacht (بالعربيّة: ليالي دمشق) أو Der ehrliche Lügner (بالعربيّة: الكاذب الصادق)، مع ترجمة: روماني von tausendundeiner Lüge (رواية 1001 أكاذيب). كلاهما منظمان كسلسلة من القصص المُدرجة المقدمة شفوياً من قبل أبطال الرواية ضمن إطار سردي. ليالي دمشق على وجه الخصوص هي قصة حكاية. يعطي Vom Zauber der Zunge (بالإنجليزية: On the Magic of the Tongue) وصفًا لخلفيته. بدأ شامي كطفل يروي القصص لأصدقائه في شوارع دمشق، وظهوره الترويجي أقل من القراءة العامة لأعماله. رواة القصص هم أبطال مفضلون.
ومن نتائج ذلك أن الجمهور المستهدف شديد الانسيابية: فبينما يتم نشر بعض أعماله بوضوح كأدب للأطفال (كتب مصورة وأشرطة كاسيت)، فإن التمييز بين أدب الشباب والشباب والكبار ليس بالأمر السهل؛ رواية القصص التقليدية تخاطب المجتمع بأكمله في وقت واحد. إن التفاعل بين الحقيقة والخيال، وهي مفاهيم صعبة دائمًا، هو موضوع متكرر في كتابات شامي. تبدأ Der ehrliche Lügner بالكلمات التالية: «اسمي صادق، لكن هذا ليس مؤكدًا». في مكان آخر، قيل لنا أن الشيء المهم ليس ما إذا كانت القصص حقيقية، ولكن بالأحرى كيف نعيش معها (يد ممتلئة بالنجوم). على الرغم من أن عناصر من عوالم الحكايات الخرافية قد تظهر في هذه القصص، إلا أنها دائمًا ما تكون متجذرة في الحياة اليومية. ميز شامي بين الوهم والفانتاسي (الوهم والرؤية). الوهم حلم بعيد المنال، يحرف العالم إلى شيء مستحيل، في حين أن الرؤية هي البناء الخيالي لأهداف قابلة للتحقيق؛ إنه متجذر في الواقع يشير إلى شيء يمكن السعي لتحقيقه، لكن هذا الواقع يعني أيضًا قبول الاحتمال الآخر، أنه قد لا تكون هناك نهاية سعيدة. عندما سأله أحد المحاورين الإذاعيين عما إذا كان الأدب هروبًا من الواقع، أجاب شامي: نعم: ولكنه يمكّن القارئ من العودة إلى الواقع بشكل أفضل.

## نشر أعماله من 1971 وحتى 1977
- أسس عام 1980 مع كتاب أجانب آخرين المجموعة الأدبية «الريح الجنوبية» واتحاد الفنانين الأجانب «بوليكونست»
- أصدرمع زملاؤه في مجموعة الريح الجنوبية 13 مجلداً تحتوي نخبات من أدب الكاتبات والكتاب الأجانب في ألمانيا من عام 1980 وحتى عام 1985 .
- منذ عام 1982كاتب متفرغ.
- منذ 2002 عضو في أكاديمية الفنون الجميلة البافارية

## مختارات من أعمال رفيق شامي
- أساطير ثانيــة 1979
- الخطاب الأخير للجرذ المتجول 1984
- (مجموعة من القصص العجائبية)
- حلاب الذابة 1985
- (قصص من دمشق)
- العبور الأول لثقب الإبرة 1985
- (قصص عجائبية)
- بوبو وسوسو 1986 (كتاب أطفال)
- يد ملؤها النجوم 1987

(رواية)
- أساطير معلولا 1987

(اساطير وقصص عجائبية)
- الحنين يسافر بدون بطاقة سفر 1988

(قصص من المنفى)
- حكواتي الليل 1989

(رواية)
- صندوق العجائب 1990

(كتاب أطفال)
- من سحر اللسان 1991

(مقالات حول موضوع الكتابة بلغة أجنبية)
- الشجرة الطائرة 1992

(قصص عجائبية)
الكاذب الصادق 1992
(رواية)
- هذا ليس ببغاء 1994

(كتاب أطفال)
- جبل الجليد الملتهب 1995

(مقالات عن الحياة في المنفى)
- الغراب يقف على منقاره 1995

(كتاب أطفال)
- رحلة بين الليل والصباح 1995

(رواية)
- فاطمة وسارق الأحلام 1996

(كتاب أطفال)
- بزر زيتون 1997

(مقالات ساخرة)
- ميلاد 1997

(رواية)
- التقرير السري عن الشاعر غوته 1999

(رواية خيالية)
- سبعة ممثليــن 1999

(رواية)
- حنين السنونو 2000

(رواية للأطفال)
- بعيون غريبة 2002 (يوميات لعام كامل بعد 11 من أيلول 2001)
- لون الكلمات 2002

(قصص مع لوحات مائية من روت ليب)
- كيف خلصت أبي من خوفه تجاه الغرباء 2003

(كتاب أطفال)
- الوجه المظلم للحب 2004

(رواية 100 عام من الحب الممنوع)
- في القلب دمشق 2006

(مختارات من مقالات ثقافية وسياسية من ثلاثين عام)
- حادي الجمل في هايدلبرغ 2006

(مختارات من قصص أطفال)
- قرعة جرس لكائن جميل

## مسرحيات وتمثيليات إذاعية
- عندما تخلصت الدمى من الخيوط 1987
- زيارة هاينريش هاينه في عيد ميلاده 1997

## كاسيتات وإسطوانات
- حادي الجمل في هايدلبرغ 1987
- الجنون ليس سهلاً 1988
- معلولا 1989
- همسات طفولتي 1995 (3 إسطوانات)

حكواتي الليل1996 (3 إسطوانات)
- لون الكلمات 2000 (إسطوانتان)
- يد ملؤها النجوم 2000 (إسطوانتان)

ملك لا يعمل شيء 2003
صندوق العجائب 2003
النعجة في ثياب الذئب2005
الوجه المظلم للحب 2005
(21 إسطوانة)
معلولا 2006
(إسطوانتان بإنتاج جديد)
حكواتي الليل 2006
(3 إسطوانات بإنتاج جديد)
حنين السنونو 2006
(3 إسطوانات)

## جوائز أدبيــة
- جائزة أدلبرت شاميسو التشجيعية للأدباء الأجانب (ألمانيا)، 1985
- جائزة تاديوس ترول(ألمانيا)، 1986
- جائزة الكوبرا الزرقاء لكتاب العالم الثالث (سويسرا)، 1987
- جائزة القراء الشباب في التلفزيون 2 (ألمانيا)، 1987
- قائمة الشرف لجائزة الدولة (النمسا)، 1987
- جائزة أفضل كتاب للشبيبة (سويسرا)، 1987
- جائزة سميلك كيجن (هولاندا)، 1989
- جائزة مدينة هاملن لأفضل رواية (ألمانيا)، 1990
- جائزة مدينة فيتسلار لأفضل رواية عجائبية (ألمانيا)، 1990
- جائزة ميلدريد بيشلر للمكتبات (أمريكا)، 1991
- جائزة أدلبرت شاميسو الرئيسية (ألمانيا)، 1993
- جائزة هيرمان هيسه (ألمانيا)، 1994
- جائزة النقاد لأفضل إسطوانة أدبية (ألمانيا)، 1995
- جائزة أدب الصوتين (فرنسا)، 1996
- جائزة النقاد لأفضل إسطوانة أدبية (ألمانيا)، 1996
- جائزة هانز. أ. نوساك (ألمانيا)، 1997
- الجائزة العالمية لفن القصة (أمريكا)، 1997
- جائزة لياندر هايدلبرغ (ألمانيا)، 2002
- جائزة فايلهايم الأدبية (ألمانيا)، 2003
- جائزة الدولة للفن في مقاطعة البفالز وحوض الراين (ألمانيا)، 2003

## الترجمات
ترجمت كتب رفيق شامي من الألمانيــة للغات التالية:
العربية، الباسكية (مقاطعة بين إسبانيا وفرنسا)، الصينية، الدانماركية، الفينلنديــة، الإنكليزية،
الفرنسية، اليونانيــة، العبرية، الإيطالية، اليابانية، الكتلانية (مقاطعة في إسبانيا)،
الكورية، الهولاندية، النرويجية، البولونية، السويدية، الإسبانية، التركية والأوردو (في باكستان).
الصربية، السلوفينية، الكرواتية (ثلاث لغات لمقاطعات من يوغسلافيا سابقاً)و التشيكية

## وصلات خارجية
- رفيق شامي على موقع أرشيف الشارخ.
- رفيق شامي على موقع IMDb (الإنجليزية)
- رفيق شامي على موقع مونزينجر (الألمانية)
- رفيق شامي على موقع ميوزك برينز (الإنجليزية)
- رفيق شامي على موقع ديسكوغز (الإنجليزية)